# 布罗尼斯拉夫·马林诺夫斯基
布罗尼斯拉夫·卡斯珀·马林诺夫斯基（波蘭語：Bronisław Kasper Malinowski，波蘭語發音：[brɔˈɲiswaf maliˈnɔfskʲi]；1884年4月7日—1942年5月16日），又譯布罗尼斯瓦夫·马利诺夫斯基，是位發跡於英國的波蘭人類學家，其建構以客觀民族誌記載田野調查研究成果的方式，並開創最早的社會人類學課程，故有人稱他為「民族誌之父」。
马林诺夫斯基對近代人類學影響深遠。他不但是第一位親自在當地長期研究，並以客觀的民族誌材料取代過往充滿研究者主觀論述的人類學家，也是首先提出完整的文化理論以取代以往社會達爾文主義與傳播論觀點，進而開啟新研究方向的理論大師。

## 生平
馬凌諾斯基生於波蘭克拉科夫，父親盧茨揚·馬凌諾斯基是亞捷隆大學的語言學教授，同時是波蘭語在內的斯拉夫語言研究先驅；母親約瑟法（Józefa）則是貴族之後，同時也受過良好的教育。由於他們住在於該大學任教的教授社群內，而該大學的教授多是自視甚高的學術精英，自小馬凌諾斯基便受到貴族式的教養。
1898年遭逢喪父，當時14歲的馬凌諾斯基生活全由母親照料。隔年，他罹患嚴重的眼睛疾病，醫生警告他有失明的危險，比較好的治療方式就是待在黑暗的房間裡。因此年少的馬凌諾斯基從學校休學，由母親在暗房中教導他拉丁文、數學等學校科目。眼疾治好後，馬凌諾斯基與母親開始到熱帶地區旅行，其中包含非洲、地中海沿岸和大西洋上的島群等地。而年少的馬凌諾斯基除了遊歷四方外，也受到當時的青年波蘭運動影響，開時投入劇本和詩的創作，並結交了兩位知己：日後成為波蘭前衛畫家、文學評論家、哲學家和數學家的列昂·赫維斯特克，以及斯坦尼斯瓦夫·伊格纳齐·维特凯维奇。其中後者又與他格外親暱，馬凌諾斯基在日記和平日書信中往往稱他作“史塔胥”（Sta's）。兩人不但住在一塊（上課期間維科偉奇住在馬凌諾斯基家，假期時兩人到維科偉奇在鄉下的家渡假），在彼此的創作作品中也常借用對方的性格進行描述。

### 早期學術生涯

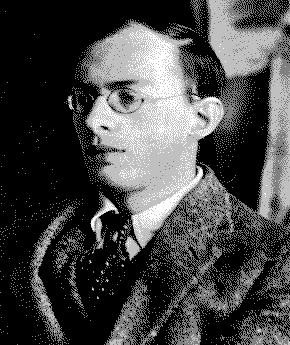
倫敦政治經濟學院時期的馬凌諾斯基

雖然大半的教育都在家中完成，馬凌諾斯基於1902年依然順利進入波蘭著名學府亞捷隆大學哲學系就讀。而在哲學之外，他又修了波蘭文學、數學、物理學、植物學、微生物學、心理學、教育學的課程，並且受到其父親的好友法學教授達根（L.Da-rgun）、斯坦尼斯瓦夫·埃斯特赖歇以及歷史學家波特康斯基（K.Portksnski）等人的影響，逐漸對家庭、社會和民族學產生興趣。1908年在哲學史教授斯特凡·帕夫利茨基指導下開始寫作論文《思想的經濟原理》（On the Principle of the Economy Thought），內容是討論奧地利哲學家兼物理學家恩斯特·马赫的思想：他以实证主义的方式，論述如何計算人思考和精神活動是花費與釋放出來能量的經濟原理。寫作論文期間，馬凌諾斯基又因健康情形不佳，與母親再度到熱帶地區旅行，並一直到1908年才提交論文，正式從大學畢業。由於無法獲得就讀教師資格的獎學金，他又到萊比錫大學進修，學的是心理學和經濟史。
根據馬凌諾斯基自身的說法，他在養病期間閱讀了詹姆斯·喬治·弗雷澤的《金枝》後，才對人類學產生興趣，決心投入人類學的研究，而多數也接受這種說法。然而有些人根據馬凌諾斯基的成長背景分析，認為他投入人類學研究的根基其實建立在他的成長與求學過程之中，而他在亞捷隆大學時學到的教育，也處處影響到其日後的理論與研究對象。
1910年馬凌諾斯基拿到獎學金，順利以碩士後研究生的身分到倫敦政治經濟學院就讀一年。這期間他接受以研究婚姻史聞名的社會學家愛德華·韋斯特馬克指導，並於隔年回國後發表文章批評佛雷澤對婚姻的論述。1913年，馬凌諾斯基以講師的身分回到政治經濟學院，同年發表第一本英文著作《澳大利亞土著家庭》（The Family among the Australia Aborigines），以大量澳洲原住民（當時被認為最原始的民族）文獻與材料批評韋斯特馬克的論點，進而主張最早的家庭乃為核心家庭。此書不但受到阿弗烈·芮克里夫布朗等英國人類學家讚揚，還為他取得正式的博士學位。

### 大洋洲田野調查

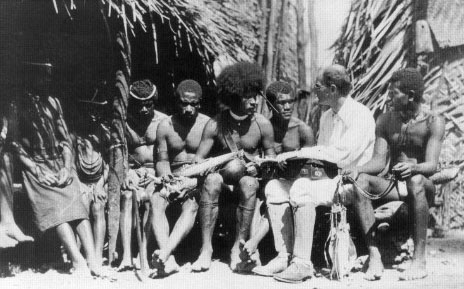
1918年馬凌諾斯基在特羅布里恩群島上與土著訪談的情形。

1914年在大洋洲民族學專家查爾斯·加布里埃爾·塞利格曼引介下，馬凌諾斯基取得獎助金得以完成到澳洲研究圖騰制度的夢想。然而在7月抵達澳洲，輾轉於悉尼、墨爾本之際，第一次世界大戰爆發了。由於當時的澳洲仍屬於英國，而馬凌諾斯基的國籍卻是其敵國奧地利（當時波蘭被德國、奧地利和俄國瓜分），為了避免遭到遣返（其他研究團員多選擇此方式），馬凌諾斯基選擇與澳洲政府斡旋，最終獲得研究的許可，而走上自身一人進行田野調查的路（當時多數的田野調查是由研究團隊合作，在各地進行的短暫的訪問與考察）。於是從1914年9月1日到1915年5月，馬凌諾斯基獨自在新幾內亞（當時由澳洲政府管轄）南部的邁魯島上從事研究，並率先學習土著語言以方便調查。1915年5月，在偶然機緣下他決定到東北方的特羅布里恩群島進行下一步研究。

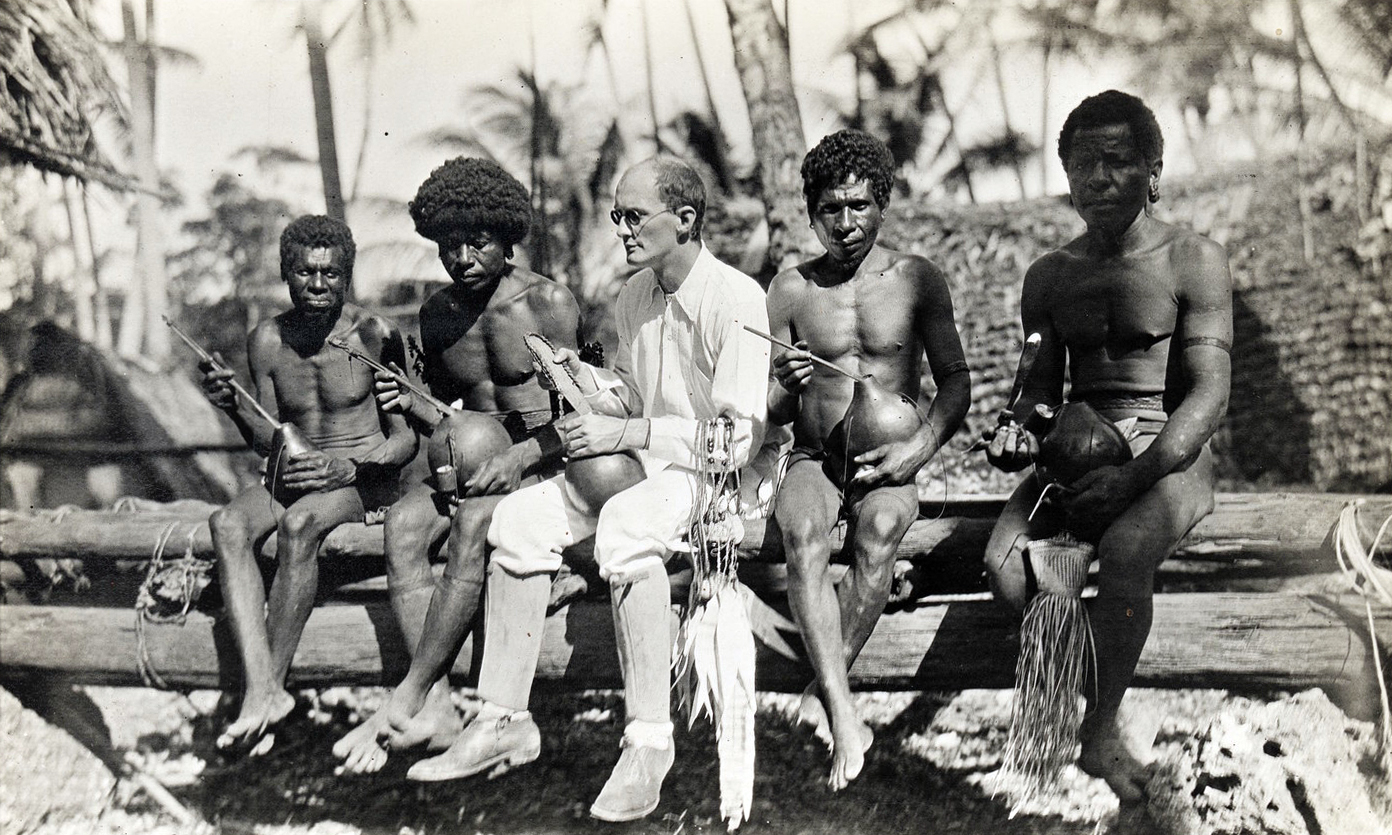
馬凌諾斯基參與特羅布里恩生活的景象。

在特羅布里恩，馬凌諾斯基整理了之前碰到的問題，以及自身奉守的實證主義，逐漸創立一套新的田野調查方法論：他認為作為科學的人類學，其依據的民族誌材料應該根據具體的證據書寫，因此首要工作便是寫作統計圖、族譜等圖表以理解澄清研究對象的狀態和彼此之間的關係，而這些圖表又包含得自於土著的意見以及自身的觀察；然而，這些圖表的書寫不是漫無目的的工作，而是具備對研究問題的關懷與學科上的考量。基於前述的原則，他提出了參與觀察法的研究方式，即讓自己真正參與部落之間的活動，並適當的與自身的文化（特別是當地的傳教士與殖民官員）保持距離，使自身真正觀察到土著生活中瑣碎卻又關鍵的習俗與規範。此外，他認為許多實際的規範仍難找到真正的答案，因此土著的傳說、口語中的辭彙以及其自身的觀點也該是民族誌紀錄的對象。而最後完成的民族誌應該呈現土著的想法與世界觀，而讓讀者理解不同文化（自身與當地）之間的差異，進而認識自身的本性。
雖然馬凌諾斯基在特羅布里恩群島的田野調查十分成功，並持續到1918年才返回墨爾本，但他的日記與其他紀錄顯示其生活充滿了矛盾：當地官員當他是怪人，而土著覺得對他的行為愚蠢可笑。而他自己在當地沒有朋友，成天面對鄉愁與對工作的厭倦（他十分痛恨土著的現實與無知）。即使接獲母親去世的噩耗，也必須強忍哀痛，繼續自己的研究工作。
1918年他終於完成了田野調查，暫時回到墨爾本，隨後與仰慕已久的埃爾茜·R·馬森（Elsie R. Masson）結婚，但不久卻生場大病，於是在回歐洲前又到加那利群島療養一年，並著手撰寫《南海舡人》（Argonauts of the Western Pacific）。

### 返回英國
1920年，馬凌諾斯基與妻子帶著田野工作的成果回到英國，隨即於倫敦政治經濟學院擔任民族學暑期課程的兼任講師。1922年正式出版第一本田野調查成果《南海舡人》（Argonauts of the Western Pacific），不久被任命為倫敦大學學院首位社會人類學課程教授，從此開始了他在英國人類學界的重要影響力。1927年馬凌諾斯基升任該學系系主任，擔任該職直到1938年他離開英國為止。
在倫敦大學期間，馬凌諾斯基精采的授課吸引了各地學生加入，其中包括愛德華·埃文·埃文斯-普里查德、埃德蒙·利奇、邁耶·福特斯以及中國的費孝通，另外社會學家如塔爾科特·帕森斯、吳文藻等人也會參與他的討論課。課堂上的馬凌諾斯基充滿了精力，但也滔滔不絕下卻要求學生必需接受他的功能論論述。而課堂之外，他致力於與反對者論戰，並且到處講學以推廣自己的學說。除此之外，這十多年間出版了許多著作，其中包含民族誌資料的整理發表，以及文化理論的專門論述。另外，馬凌諾斯基也致力將自己的學生送到世界各地作研究，希望使自己的學說真正做到放諸四海皆準的境界。

### 晚年
歷經1930年代在英國人類學界的全盛期後，馬凌諾斯基於1938年離開倫敦政治經濟學院，前往美國耶魯大學任教。對於這突如其來的改變，一般認為乃基於他對親手栽培的學生失望所致，尤其這些學生的研究成果反而威脅到他的理論，有些則直接放棄，改採阿弗烈·芮克里夫-布朗的說法，這些都在在傷了馬凌諾斯基自負的心。
在耶魯大學，馬凌諾斯基選擇從頭再來，並改以墨西哥中部的查波特克人聚落作為調查地點，於1940年與1941年的暑假期間展開短期的田野調查。可惜才剛作出初步成果，他卻於1942年5月1日心臟病發去世，享年58歲。

## 理論研究
馬凌諾斯基根據他從特羅布里恩群島得到的資料，以及自身所學的心理學、社會學等知識，提出一套被後人稱為“功能论”的理論。他認為，一個社會的所有文化其實只是一組工具，其存在目的在滿足人類自身的種種生理和心理需求。而各文化要素之間是環環相扣，且不斷變動以保持有效的運作。也因此，我們可以在各文化中找到一套自己的運作原則，而這些原則也和社會中的實質功能保持緊密的關聯。
而印證功能論最好的例子便是庫拉圈。這個存在於新幾內亞東邊的跨島群交易圈同時以順時鐘和逆時鐘方向進行兩種物品的交換，可是這兩種物品卻不具備實質上的功用，但土著卻願意冒著相當的風險進行這這種無限循環的交換。在多數外人眼中，這種行為看似不可思議，但馬凌諾斯基卻認為這種交換過程倚賴於彼此間的信任，而這信任的原動力其實是為了其他民生物資的交換：由於各島之間物資有限，彼此間依賴度頗深，庫拉圈的交易過程得以建立彼此的相互信賴感，使其他順帶的交易成為可能之事。

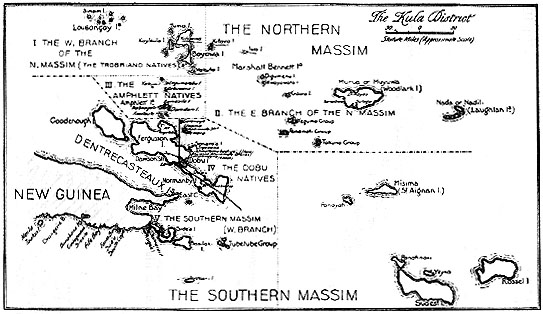
馬凌諾斯基手繪的庫拉圈分布圖。

從庫拉圈向外推展，所有的文化項目像家庭、巫術等，都是為了滿足社會上的個別需求如果腹、性慾、嬉戲、信仰等。因為如此，所有文化項目彼此互相整合，也不相互違背，所以整體文化應為平和而穩定。
由此衍伸，馬凌諾斯基以為多數穩定的「野蠻人」文化正快速被西方文化取代。身為人類學家，必須儘快以田野調查將這些文化紀錄在民族誌之中，才能「搶救」這些「未受污染」的文化身影。因此他強調「搶救人類學」的重要性，並成為他積極送學生到世界各地研究的理由之一。

## 影響
雖然在馬凌諾斯基之前，法蘭茲·鮑亞士與他的學生已經提出歷史特殊論駁斥社會達爾文主義與種族歧視觀點，但直到馬凌諾斯基提出自己的論述，才真正有完整的理論解釋文化相對論的觀點，也從他開始，19世紀發展到鼎盛的歐美種族中心論論述開始沒落，逐漸被前者取代。
但馬凌諾斯基最大的貢獻在於他提出了新的民族誌寫作方法。在他之前，人類學家往往以傳教士或探險家的著作或紀錄作為研究材料，但是這些紀錄的內容卻充滿了文化偏見或不夠周延的描述，因而造成研究時的困難。19世紀末期開始，路易斯·亨利·摩爾根等人開始進行最早的田野調查，並試著書寫自己的民族誌，然而他們的調查期間僅有幾個月或幾個星期，且多數人甚至不懂當地語言，僅能透過第三人或簡單的問句得知被訪問者的意見，加上他們仍然擺脫不了對當地白人的依賴，因此研究成果充滿了歧視與矛盾。
從馬凌諾斯基起，幾乎所有的人類學家都必需到自己研究的文化部落住上一年半載，並實地參與聚落的生活，使用當地的語言甚至和土著建立友誼。為了完成客觀的民族誌，他們必須繪製土著的族譜，紀錄當地的傳說，並參觀他們的儀式。每位研究者沒有翻譯，只能靠著一至數位的報導人協助自己的研究工作。而這些，都為了完成一份馬凌諾斯基式的民族誌紀錄。
除此之外，馬凌諾斯基在特羅布里恩群島作的田野調查也被視為典範：他的研究影響了馬塞爾·莫斯的著作《禮物》，使交換理論成為日後社會學與人類學關注的焦點，並率先以實際例子反駁西格蒙德·弗洛伊德的伊底帕斯情結。而這些震撼性的紀錄也讓當時的歐洲人重新思考文化的主客觀點，學習以當地人的觀點理解個別文化的價值，並重新思考自己的文化特性。

## 爭議
在馬凌諾斯基死後，人們在耶魯大學發現了他以波蘭語寫成的私人日記。記錄了他於1914至1915年、1917至1918年於新幾內亞與特羅布里恩群島進行田野調查的心路歷程。儘管馬凌諾斯基從未計畫將這些文字公諸於世，其遺女也反對將其公開，這些日記仍於1967年由其遺孀出版，書名為《寂寞田野：一本嚴格意義上的日記》（英語：A Diary in the Strict Sense of the Term）。
與許多學術作品中，馬凌諾斯基表現的客觀學術立場不同，在這本日記中他以私人而極其直白的方式書寫，處處可見他顯露出高傲、自以為是的心態。他厭惡與歧視當地原住民，對當地女性有粗俗的遐想，也不時懷疑自己進行田野工作的目的與意義。
《寂寞田野：一本嚴格意義上的日記》在人類學界掀起極大的爭議，許多人類學家皆認為，該書的出版嚴重毀壞了這位學術巨擘的後世名聲，也是人類學史上的醜聞。但隨著時間過去，另一種觀點出現，認為應該以更中立的觀點去審視這本書。日記剛出版時，克里弗德·紀爾茲將馬凌諾斯基形容為一位「乖張、自我陶醉、有臆想症的自戀狂」。但在1988年他再次提及這本日記時，他認為這是「一本人類學的幕後傑作，就像生物學界的《雙螺旋》一書」。同樣地，在1987年，詹姆斯·克利福德將該書稱為「一份人類學史上極重要的文獻，該日記豐富地揭露了馬凌諾斯基某些令人不快的面向」。

## 著作
書籍
- 1913年：《澳大利亞土著家庭》（The Family among the Australia Aborgines）
- 1915年：The Trobriand Islands（英语：The Trobriand Islands）
- 1922年：《南海舡人》[5]（Argonauts of the Western Pacific，又譯《西太平洋的航海者》[6]）
- 1925年：《巫術、科學與宗教》（Magic, Science, and Religion）
- 1926年：《原始社會的犯罪與習俗》（Crime and custom in savage society）
- 1927年：《兩性社會學：母系社會與父系社會底比較》（Sex and reperssion in savage society）
- 1929年：The sexual life of savages in North-western Melanesia: an ethnographic account of courtship, marria（英语：The sexual life of savages in North-western Melanesia: an ethnographic account of courtship, marria）
- 1935年：Coral gardens and their magic（英语：Coral gardens and their magic）
- 1944年：Freedom and civilization
- 1944年：《文化論》（A Scientific Theory of Culture）
- 1945年：The Dynamics of Culture Change（英语：The Dynamics of Culture Change）
- 1967年：《寂寞田野：一本嚴格意義上的日記》（A Diary In the Strict Sense of the Term）